# Nadītum
Nadītum ( romanisé comme naditum) est une classe sociale de religieuses dans l'ancienne Mésopotamie, attestée uniquement à l'époque babylonienne. Occupée par des femmes, elle est associée aux dieux tutélaires de villes spécifiques.
La communauté des nadītum la mieux documentée résidait à Sippar, où elle était associée au dieu Shamash (Soleil). Ses membres n'étaient pas autorisées à se marier ou à avoir des enfants biologiques, bien que l'adoption soit autorisée. Être nadītum n'était pas un choix personnel mais plus probablement un choix familial plus spécifique à un haut niveau social. En outre, ce statut permettait de gérer des affaires (biens et terrains) et à leur mort d'en faire conserver la propriété à leur famille, évitant une dilapidation des valeurs aux héritiers à chaque génération. Ces femmes résidaient dans un gagûm dont le rôle a été supposé à l'origine comme un cloître mais qui serait plus une institution.
Des groupes de nadītum sont également attestés dans d'autres villes, mais ils n'étaient pas nécessairement soumis à la même réglementation qu'à Sippar, par exemple celles au service de Marduk, connus de Babylone et d'autres sites, étaient autorisées à se marier.